# Курвиметр
Курви́метр (от лат. curvus «изогнутый» + др.-греч. μέτρον «мера») — прибор для измерения длины извилистых линий, чаще всего на топографических картах, планах и чертежах.

## Характеристика
Курвиметр состоит из зубчатого ролика известного диаметра на ручке и счётчика пройденного количества зубцов. Для измерения длины кривой по ней прокатывают роликом курвиметра.
длина кривой = длина окружности ролика × пройденное количество зубцов / количество зубцов на ролике
Знание этой формулы, как правило, не требуется для измерений расстояний, так как циферблат механического курвиметра снабжён шкалой с нанесёнными принятыми единицами измерения длины. Обычно прибор имеет два циферблата (по одному с каждой стороны), при этом на одних курвиметрах по шкалам на них отмечают путь, проходимый колёсиком по карте, в сантиметрах или дюймах, на других — показывают непосредственно расстояние на местности в километрах в зависимости от масштаба карты.
Электронный курвиметр снабжён ЖК-дисплеем, на котором отображаются результаты измерений. При этом прибор может брать на себя дополнительную функцию пересчёта расстояния на карте в реальное расстояние на местности с учётом масштаба картографического материала. Такие приборы могут отображать результаты измерений в километрах, милях и морских милях.
Погрешность измерения электронных курвиметров обычно составляет около 0,2 % в зависимости от производителя и модели. Для механических это число, как правило, больше и обычно достигает 0,5 %.
В аварийной ситуации в качестве суррогата курвиметра можно использовать стрелочные наручные часы. Для этого заводную головку часов ставят в режим перевода стрелок и прокатывают по измеряемой траектории, засекая отображаемое часами время до и после измерения. Для перевода в единицы длины этими же часами измеряется линейка или метка масштаба карты, и получается коэффициент, на который нужно разделить реальное измерение. Разумеется, погрешность такого замера гораздо больше, чем при помощи настоящего прибора, однако вполне допустимая для грубых оценок на крупномасштабных картах.